# Ypthima satpura
Ypthima satpura är en fjärilsart som beskrevs av Evans 1924. Ypthima satpura ingår i släktet Ypthima och familjen praktfjärilar. Inga underarter finns listade i Catalogue of Life.